# Llaves de san Pedro
Las llaves de san Pedro son un símbolo de la Iglesia católica y más específicamente, del papado. Simbolizan las llaves del Reino de los Cielos confiadas a Simón Pedro; se representan de oro y de plata como símbolo del poder de atar y desatar. Según la Iglesia católica, Jesús se las dio a san Pedro, como signo de su supremacía sobre los demás discípulos y apóstoles.

Y yo te digo: «Tú eres Pedro, y sobre esta piedra edificaré mi iglesia, y el poder de la Muerte no prevalecerá contra ella. Yo te daré las llaves del Reino de los Cielos. Todo lo que ates en la tierra, quedará atado en el cielo, y todo lo que desates en la tierra, quedará desatado en el cielo».
Mt 16, 18-19

## Simbolismo
En heráldica eclesiástica, el escudo de armas papal (el del papa, los de la Santa Sede y la Ciudad del Vaticano) incluyen una imagen de las llaves cruzadas.
Las llaves del Cielo o llaves de san Pedro son un símbolo de la autoridad papal: "He aquí que él Pedro recibió las llaves del reino de los Cielos, se le ha dado el poder de atar y desatar, el cuidado de la Iglesia entera y su gobierno se le da a él".
En pinturas y otras obras de arte, san Pedro es representado a menudo en las Iglesias católica y ortodoxa llevando una o dos llaves.

El emblema de la Santa Sede incluye, entre otros elementos, las llaves de san Pedro.
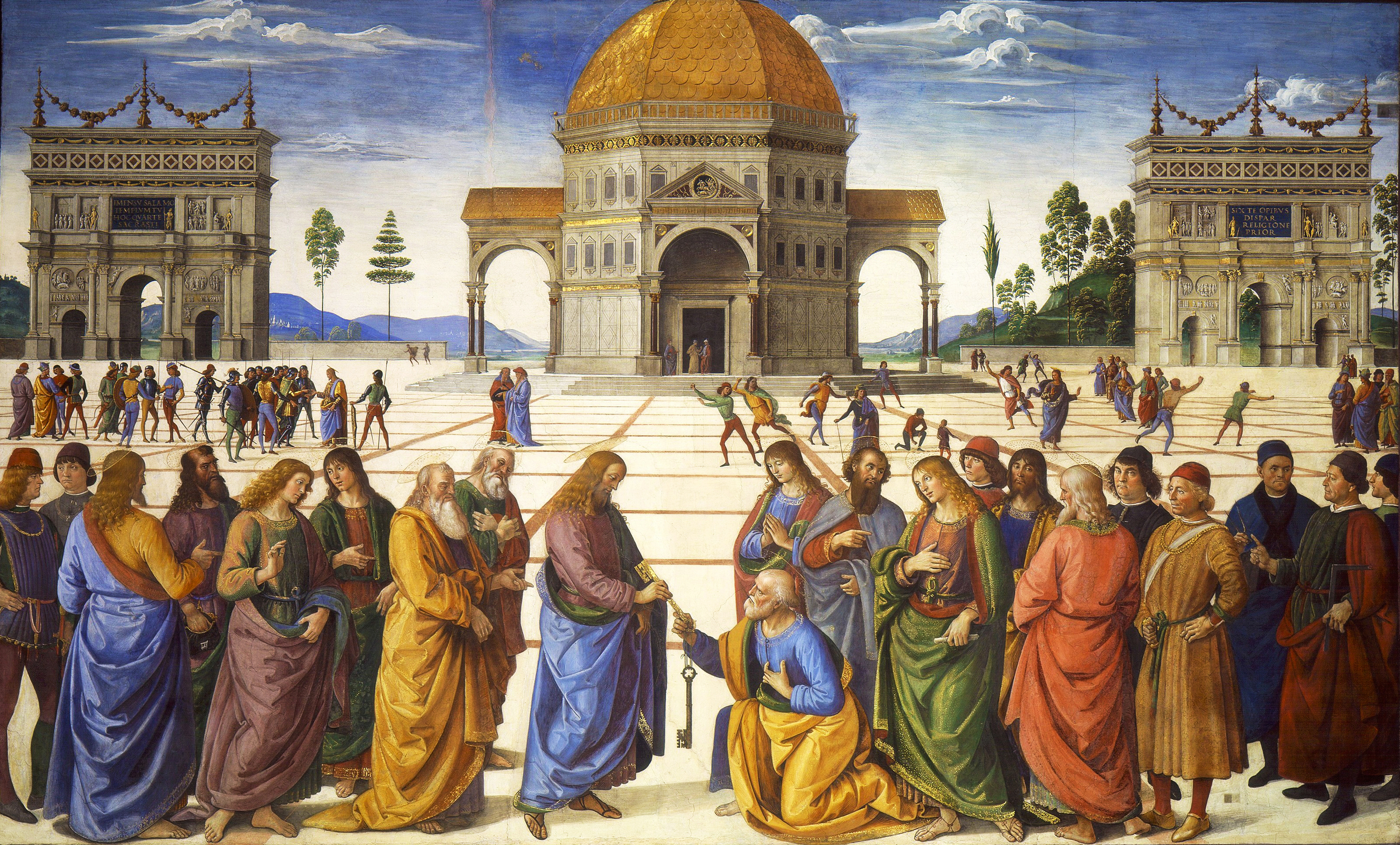
Cristo entrega a Pedro las llaves del Reino de los cielos, de Pietro Perugino (Fresco de la Capilla Sixtina, 1480-1482)
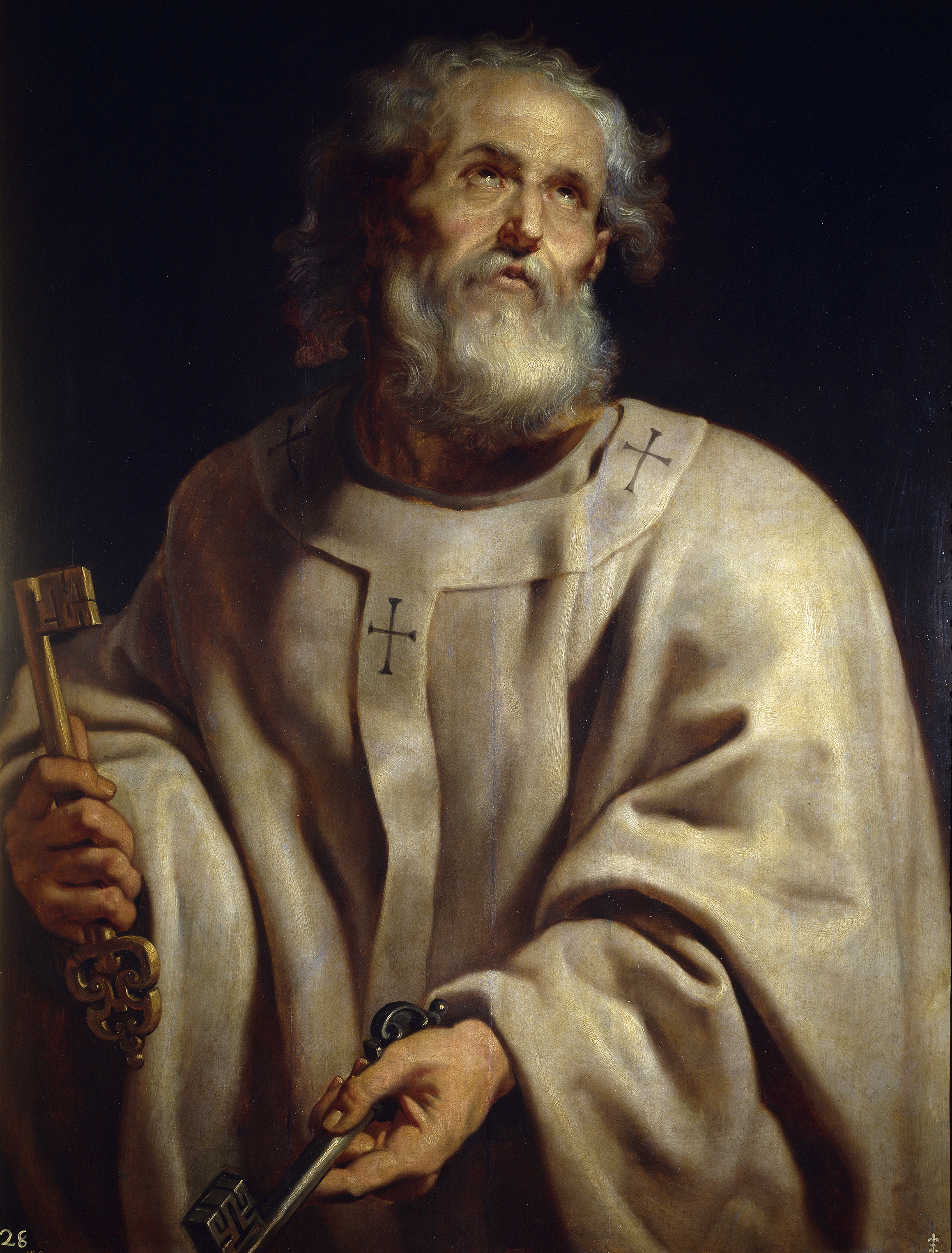
San Pedro, de Pedro Pablo Rubens. El primer papa sostiene las llaves del Reino de los cielos (Museo del Prado, 1610-1612)
Las llaves de san Pedro en el escudo del papa León XIV